# Denver Riggleman
Denver Lee Riggleman III, né le 17 mars 1970 à Manassas (Virginie), est un homme politique américain. Membre du Parti républicain, il est élu pour la Virginie à la Chambre des représentants des États-Unis de 2019 à 2021.

## Biographie
Riggleman sert dans la United States Air Force, en tant qu'agent de renseignement. En 2006, il co-écrit et publie un ouvrage intitulé Bigfoot Exterminators, Inc.: The Partially Cautionary, Mostly True Tale of Monster Hunt 2006. En 2014, il ouvre une distillerie avec son épouse, Silverback Distillery, près de Charlottesville. Cette expérience l'amène à s'opposer à de nombreuses réglementations et à s'engager en politique.
En 2017, il est candidat à l'investiture républicaine pour le poste de gouverneur de Virginie. Il mène une campagne populiste s'opposant aux régulations mais quitte la course quelques mois avant la primaire.
Lors des élections de 2018, Riggleman se présente à la Chambre des représentants des États-Unis. Dans le 5e district de Virginie, qui s'éten du comté de Fauquier à la frontière avec la Caroline du Nord, il entend succéder à Tom Garrett qui ne se représente pas pour soigner son alcoolisme. Après quatre tours de scrutin, il est désigné candidat par le comité républicain du district, face à Cynthia Dunbar, connue pour ses positions conservatrices sur les questions de société. Bien que devancé par Dunbar lors des premiers tours, il remporte le dernier tour avec une voix d'avance sur son adversaire (19 voix contre 18). Durant la campagne, son adversaire démocrate Leslie Cockburn (en), l'attaque notamment pour ses supposés penchants pour le Bigfoot erotica, Riggleman ayant posté une image du monstre nu avec le mot « censuré » sur ses parties intimes. L'histoire attire l'attention de la presse nationale,. Le républicain expliquera qu'il s'agit d'une blague avec ses collègues de l'armée. Dans cette circonscription historiquement républicaine, Riggleman est finalement élu représentant avec 53,3 % des suffrages face à Cockburn.
Après avoir officié un mariage entre deux hommes ayant participé à sa campagne en juillet 2019, Riggleman est attaqué par plusieurs comités républicains de sa circonscription. Dans ce contexte, il perd la primaire républicaine en vue de sa réélection, obtenant 42 % des suffrages contre 58 % pour Bob Good, soutenu par l'aile religieuse du parti.

## Positions politiques
Pendant sa campagne pour le Congrès, Riggleman annonce son intention de rejoindre le House Freedom Caucus, rassemblant des élus de la droite du Parti républicain. Il est en faveur d'un gouvernement minimum et se montre  en faveur du mariage homosexuel, de la légalisation de la cannabis ou au droit à l'avortement dans certains cas, des positions contraires à la ligne officielle de son parti,.